# Vicente Bachero
Vicente Bachero (Barcellona, 6 gennaio 1905 – 25 luglio o 25 ottobre 1938) è stato un ciclista su strada spagnolo.
Professionista dal 1930 al 1935, partecipò alla prima edizione della Vuelta a España nel 1935.

## Carriera
Ottenne il suo primo risultato nel 1930, quando giunse terzo ai Campionati spagnoli, mentre nel 1932 fu quarto nella Vuelta a Levante e secondo nel Circuito Ribeira de Jalon.
Nel 1933 ottenne diversi risultati, fu nuovamente terzo ai campionati nazionali e anche al Campionato di Barcellona, mentre nelle corse a tappe fu settimo alla Vuelta a Levante e ottavo al Volta Ciclista a Catalunya.
L'anno successivo ottenne l'unico successo della sua carriera, una tappa alla Vuelta a Mallorca che poi concluse al secondo posto in classifica generale.
Nel 1935 partecipò sia al Tour de France che alla Vuelta a España e in quest'ultima sfiorò anche il successo, arrivando terzo nella decima tappa e quinto nella quattordicesima. Inoltre fu nuovamente secondo alla Vuelta a Mallorca.

## Palmarès
- 1934

1ª tappa Vuelta a Mallorca

## Piazzamenti

### Grandi Giri
- Tour de France

1935: 39º
- Vuelta a España

1935: 16º